# 1337 Жерарда
1337 Жерарда (1337 Gerarda) — астероїд головного поясу, відкритий 9 вересня 1934 року.
Тіссеранів параметр щодо Юпітера — 3,203.